# Metacosmesis aelinopa
Metacosmesis aelinopa är en fjärilsart som beskrevs av Diakonoff 1982. Metacosmesis aelinopa ingår i släktet Metacosmesis och familjen Carposinidae. Inga underarter finns listade i Catalogue of Life.